# 光彼方
「光彼方」（ひかりかなた）は、吉岡亜衣加の8枚目のシングル。2011年8月10日にティームエンタテインメントから発売された。

## 概要
7thシングル「夢ノ浮舟」と同時リリース。表題曲「光彼方」とカップリングの「悠久の夜明け」は、PSP用ソフト『薄桜鬼 黎明録ポータブル』のオープニングテーマとエンディングテーマとして使用された。

## 収録曲
（全作詞：上園彩結音）
1. 光彼方 [4:05]
作曲：四月朔日義昭、編曲：四月朔日義昭
  - PSP『薄桜鬼 黎明録ポータブル』オープニングテーマ
2. 悠久の夜明け [4:55]
作曲：上野義雄、編曲：安瀬聖
  - PSP『薄桜鬼 黎明録ポータブル』エンディングテーマ
3. 暁前夜 [4:26]
作曲：四月朔日義昭、編曲：四月朔日義昭
4. 光彼方（Instrumental）
5. 悠久の夜明け（Instrumental）
6. 暁前夜（Instrumental）